# Diocèse d'Orizaba
Le diocèse d'Orizaba (en latin : Dioecesis Orizabensis ; en espagnol : Diócesis de Orizaba) est un diocèse de l'Église catholique du Mexique, suffragant de l'archidiocèse de Xalapa.

## Territoire
Il comprend 28 municipalités de l'État de Veracruz ce qui correspond à un territoire d'une superficie de 2 012 km2 divisé en 44 paroisses.
Le siège épiscopal est dans la ville d'Orizaba où se trouve la cathédrale Saint-Michel-Archange (es).

## Historique
Le diocèse est érigé le 15 avril 2000 par la constitution apostolique Adiutorium ferre du pape Jean-Paul II en prenant une partie de l'archidiocèse de Xalapa dont Orizaba devient suffragant.

## Évêques
- Hipólito Reyes Larios (15 avril 2000 - 10 avril 2007), nommé archevêque de Xalapa
- Marcelino Hernández Rodríguez (23 février 2008 - 11 novembre 2013), auparavant évêque titulaire d'Ancusa (de), nommé évêque de Colima
- Francisco Eduardo Cervantes Merino, depuis le 2 février 2015